# Louis Van Hege
Louis Van Hege (Uccle, 8 maggio 1889 – Uccle, 24 giugno 1975) è stato un calciatore belga, noto per aver giocato come attaccante nel Milan negli anni dieci del XX secolo.
È stato uno dei più prolifici attaccanti della storia del campionato italiano: occupa l'undicesimo posto nella classifica dei più grandi goleador di tutti i tempi del sodalizio rossonero.

## Caratteristiche tecniche
(da Lo Sport Illustrato, 15 gennaio 1915)
Soprannominato "Pallido Saettante", a causa del suo candore cutaneo e soprattutto per merito delle sue azioni folgoranti, scintillanti. Un bomber universale, che sfruttava il fisico minuto per schizzare agilmente tra i difensori avversari. Era dotato di un dribbling rapido che lo rendeva pressoché imprendibile, e quando si trovava la palla tra i piedi era letale: potente, preciso.

## Carriera
Dall'Union St. Gilloise, squadra belga, si trasferisce in rossonero nel 1910, debuttando con due gol in Genoa-Milan 0-3. Al Milan resta sette anni.
Nei primi cinque anni totalizza quasi sempre più gol segnati che partite giocate (fa eccezione solo la stagione 1912-1913) in cinque campionati segna 97 reti in 88 partite (media di 1,10 gol a gara, primato tra i primi marcatori della squadra), portando i rossoneri a sfiorare lo scudetto in più occasioni. Col Milan vinse due tornei bellici: la Coppa Federale nel 1915-16 e la Coppa Regionale Lombarda nel 1916-17.
Allo scoppio della prima guerra mondiale torna in Belgio per prestare servizio militare. Nelle stagioni 1915-1916 e 1916-1917, anni in cui il campionato è sospeso, ha modo di giocare soltanto tre partite coi rossoneri. Nel 1917, inoltre, tornò in Italia alla guida di un'improvvisata Nazionale Belga per affrontare il Milan e la Italia in due amichevoli a scopo benefico da lui volute e organizzate.
Terminato il conflitto, chiude la carriera nell'Union Saint-Gilloise. Nel 1920 vince la medaglia d'oro alle Olimpiadi di Anversa con il Belgio.

## Statistiche

### Presenze e reti nei club italiani[3]
| Stagione     | Squadra      | Campionato   | Campionato | Campionato | Coppe nazionali | Coppe nazionali | Coppe nazionali | Coppe continentali | Coppe continentali | Coppe continentali | Altre coppe | Altre coppe | Altre coppe | Totale | Totale |
| Stagione     | Squadra      | Comp         | Pres       | Reti       | Comp            | Pres            | Reti            | Comp               | Pres               | Reti               | Comp        | Pres        | Reti        | Pres   | Reti   |
| ------------ | ------------ | ------------ | ---------- | ---------- | --------------- | --------------- | --------------- | ------------------ | ------------------ | ------------------ | ----------- | ----------- | ----------- | ------ | ------ |
| 1910-1911    | Milan        | PC           | 16         | 19         | –               | –               | –               | –                  | –                  | –                  | –           | –           | –           | 16     | 19     |
| 1911-1912    | Milan        | PC           | 17         | 18         | –               | –               | –               | –                  | –                  | –                  | –           | –           | –           | 17     | 18     |
| 1912-1913    | Milan        | PC           | 18         | 17         | –               | –               | –               | –                  | –                  | –                  | –           | –           | –           | 18     | 17     |
| 1913-1914    | Milan        | PC           | 17         | 21         | –               | –               | –               | –                  | –                  | –                  | –           | –           | –           | 17     | 21     |
| 1914-1915    | Milan        | PC           | 20         | 22         | –               | –               | –               | –                  | –                  | –                  | –           | –           | –           | 20     | 22     |
| 1915-1916    | Milan        | –            | –          | –          | –               | –               | –               | –                  | –                  | –                  | CF          | 2           | –           | 2      | –      |
| 1916-1917    | Milan        | –            | –          | –          | –               | –               | –               | –                  | –                  | –                  | CRL         | 2           | 1           | 2      | 1      |
| Totale Milan | Totale Milan | Totale Milan | 88         | 97         |                 | –               | –               |                    | –                  | –                  |             | 4           | 1           | 92     | 98     |

### Cronologia presenze e reti in Nazionale
| Cronologia completa delle presenze e delle reti in nazionale ― Belgio | Cronologia completa delle presenze e delle reti in nazionale ― Belgio | Cronologia completa delle presenze e delle reti in nazionale ― Belgio | Cronologia completa delle presenze e delle reti in nazionale ― Belgio | Cronologia completa delle presenze e delle reti in nazionale ― Belgio | Cronologia completa delle presenze e delle reti in nazionale ― Belgio | Cronologia completa delle presenze e delle reti in nazionale ― Belgio | Cronologia completa delle presenze e delle reti in nazionale ― Belgio |
| Data                                                                  | Città                                                                 | In casa                                                               | Risultato                                                             | Ospiti                                                                | Competizione                                                          | Reti                                                                  | Note                                                                  |
| --------------------------------------------------------------------- | --------------------------------------------------------------------- | --------------------------------------------------------------------- | --------------------------------------------------------------------- | --------------------------------------------------------------------- | --------------------------------------------------------------------- | --------------------------------------------------------------------- | --------------------------------------------------------------------- |
| 9-3-1919                                                              | Bruxelles                                                             | Belgio                                                                | 2 – 0                                                                 | Francia                                                               | Amichevole                                                            | -                                                                     |                                                                       |
| 17-2-1920                                                             | Bruxelles                                                             | Belgio                                                                | 3 – 1                                                                 | Inghilterra                                                           | Amichevole                                                            | 1                                                                     |                                                                       |
| 28-3-1920                                                             | Parigi                                                                | Francia                                                               | 3 – 1                                                                 | Belgio                                                                | Amichevole                                                            | -                                                                     |                                                                       |
| 29-8-1920                                                             | Anversa                                                               | Belgio                                                                | 3 – 1                                                                 | Spagna                                                                | Olimpiadi 1920 - Quarti di finale                                     | -                                                                     |                                                                       |
| 31-8-1920                                                             | Anversa                                                               | Belgio                                                                | 2 – 0                                                                 | Paesi Bassi                                                           | Olimpiadi 1920 - Semifinale                                           | 1                                                                     |                                                                       |
| 2-9-1920                                                              | Anversa                                                               | Belgio                                                                | 2 – 0                                                                 | Cecoslovacchia                                                        | Olimpiadi 1920 - Finale                                               | -                                                                     |                                                                       |
| 6-3-1921                                                              | Bruxelles                                                             | Belgio                                                                | 3 – 1                                                                 | Francia                                                               | Amichevole                                                            | 1                                                                     |                                                                       |
| 15-5-1921                                                             | Anversa                                                               | Belgio                                                                | 1 – 1                                                                 | Paesi Bassi                                                           | Amichevole                                                            | -                                                                     |                                                                       |
| 21-5-1921                                                             | Bruxelles                                                             | Belgio                                                                | 0 – 2                                                                 | Inghilterra                                                           | Amichevole                                                            | -                                                                     |                                                                       |
| 7-5-1922                                                              | Amsterdam                                                             | Paesi Bassi                                                           | 1 – 2                                                                 | Belgio                                                                | Amichevole                                                            | -                                                                     |                                                                       |
| 21-5-1922                                                             | Milano                                                                | Italia                                                                | 4 – 2                                                                 | Belgio                                                                | Amichevole                                                            | -                                                                     |                                                                       |
| 29-5-1924                                                             | Parigi                                                                | Belgio                                                                | 1 – 8                                                                 | Svezia                                                                | Olimpiadi 1924 - Ottavi di finale                                     | -                                                                     |                                                                       |
| Totale                                                                |                                                                       | Presenze                                                              | 12                                                                    |                                                                       | Reti                                                                  | 3                                                                     |                                                                       |

### Record
- Giocatore con il maggior numero di poker realizzati con la maglia del Milan: 7[9][10].
- Giocatore del Milan con il maggior numero di reti realizzate in una sola partita: 5 (record condiviso con Aldo Cevenini, Carlo Galli e José Altafini).

## Palmarès

### Club
- Campionato belga: 3

Union Saint-Gilloise: 1908-1909, 1909-1910, 1922-1923
- Coppa Federale: 1

Milan: 1915-1916

### Nazionale
- Oro olimpico: 1

Anversa 1920